# Глибинна держава (США)
Глибинна держава (англ. deep state) — політологічна концепція, згідно з якою в США існує скоординована група або групи державних службовців, які не були обрані, але які, тим не менше, впливають на державну політику, незважаючи на демократично обране керівництво.
Цей термін, який спочатку використовувався для позначення тіньових урядів у таких країнах, як Туреччина і пострадянська Росія, також був використаний в США для позначення державних інститутів, що володіють владою, але не обов'язково передбачають змову. Термін отримав популярність у 2017 році, коли з'явилися численні інформаційні витоки, що впливали на президентство Трампа.

## Використання терміна при президентстві Трампа
Прихильники Дональда Трампа використовували термін для позначення співробітників розвідки, органів виконавчої влади і посадових осіб, які чинили вплив на політику через витоки інформації в ЗМІ або інші внутрішні засоби. Підозри в спробах маніпуляції були особливо помітні після витоку інформації від урядовців в газетах Вашингтон пост і Нью-Йорк Таймс, які вимагали відставки Майкла Флінна, радника з національної безпеки при Трампі. Термін став популярним у консервативних і крайніх правих ЗМІ, які співчували адміністрації Трампа, особливо Брейтбарт Ньюс, однак він широко обговорювався і поза медійним простором.
Члени Білого дому Трампа, як повідомлялося, відносились до «глибинної держави» звично. На їхню думку, дана структура підривала авторитет Дональда Трампа. Стратегічний глава Білого дому Стівен Беннон «говорив з Трампом про його думку щодо того, що „глибинна держава“ є прямою загрозою для його президентства», як повідомляла газета Вашингтон пост. Деякі союзники Трампа і праві ЗМІ стверджували, без доказів, що колишній президент Барак Обама координував глибинну державу, щоб вона чинила опір Трампу. Також мали місце бездоказові звинувачення на адресу Обами у тому, що він прослуховував телефон Трампа в Білому домі.
У той час, коли цей термін популяризується серед союзників Трампа, серед критиків його використання ходить переконання, що даний термін використовують в США для виправдання новинних витоків, також посилаючись на те, що в інших державах таких організаційних структур немає, а сам термін до того ж використовується для придушення інакомислення в США.

## Визначення в політології
Глибинна держава була визначена в 2014 році Майком Лофгреном, колишнім помічником республіканського Конгресу США, як «гібридне злиття державних чиновників і представників верхнього рівня фінансистів і промисловців, які ефективно управляють США, не питаючи про це виборців, та порушуючи суть політичного процесу».
У 1956 році, в книзі «Владна еліта», Чарльз Райт Міллс позначив походження влади та її розвиток у Сполучених Штатах. Висновок Ч. Райта Міллса такий, що до середини XX століття влада в Америці виявилася зосереджена в трьох основних підрозділах: військово-промисловому комплексі, Уолл-стріт і Пентагоні. До президента Ейзенхауера феномен «військово-промислового комплексу» існував і чинив вплив на американську зовнішню і внутрішню політику. Логіку існування цього феномена розглянув і пропрацював саме Ч. Райт Міллс.
У книзі «приховування від держави», професор Джейсон Ройс Ліндсі стверджує, що навіть якщо відкинути теорії змов, то термін «глибинна держава» — це корисний термін, який допомагає зрозуміти ряд аспектів інституту національної безпеки в розвинених країнах з акцентом на США. Ліндсі пише, що глибинна держава черпає силу з національної безпеки і розвідки, перетворюючись в царство, де секретність є джерелом влади.